# 开放式目录
開放目錄專案（英語：Open Directory Project，又称Directory of Mozilla，簡稱DMOZ），是網景（Netscape）所主持的一项大型公共网页目录。它是由来自世界各地志愿者共同维护与建设的全球最大目录社区，并依照网页的性质及内容来分门别类。Google用这分类架构来设Google的网页目录。
2017年2月28日，DMOZ宣布网站将于同年3月14日关闭。並將所有資料移轉到 Curlie 網站。另有 idmoz 網站在繼承DMOZ資料庫的基礎上建立。

## 历史
ODP的前身是「Gnuhoo」，Gnuhoo由美国加州昇陽電腦公司的计算机程式設計師Rich Skrenta和Bob Truel于1998年6月5日创立。这是分类搜索引擎革命性变革的转折点，它开启了一个新分类检索体系。他们受由志愿者编辑、维护的网络分类指南Godirectory和Zeal（2001年8月并入LookSmart数据库）的启发，基于最广泛地收集资源、最便捷地检索、最广泛地利用的理念，试验性的推出了Gnuhoo这样一个完全开放的、网民共建的、网络共享的分类搜索系统。令人意想不到的是，www.Gnuhoo.com上线的13天后，即6月18日，已有志愿编辑200人，把数据库分为2000个类目，索引了27000个网页。其间，由于Gnuhoo与自由软件开发组织GNU名称雷同，在其抗议下更名为「NewHoo」。
1998年7月2日，志愿者增至400人，索引约网页31000个，目录扩充至3900类。1998年11月17日，网景收购了NewHoo，正式将系统命名为「Open Directory Project」，并将网站改名为Dmoz.org。此时，ODP已有4500个志愿者编辑，索引了大约100,000网页。
1999年10月5日，索引的网页达到100万，2000年4月达到160万，2000年8月14日达到200万，2001年11月18日达到300万，2004年6月达到440万，共有590000个类别，志愿者编辑已多达63000多人。Gnuhoo创立之初仅收录英文网站，2003年7月已有67个语种，英文网站占75%。包括Google、Netscape、Lycos、Hotbot、Dogpile、Thunderstone、Linux、Mars Society等20多家搜索引擎和分类指南网站都在使用ODP的数据库。

## 標誌

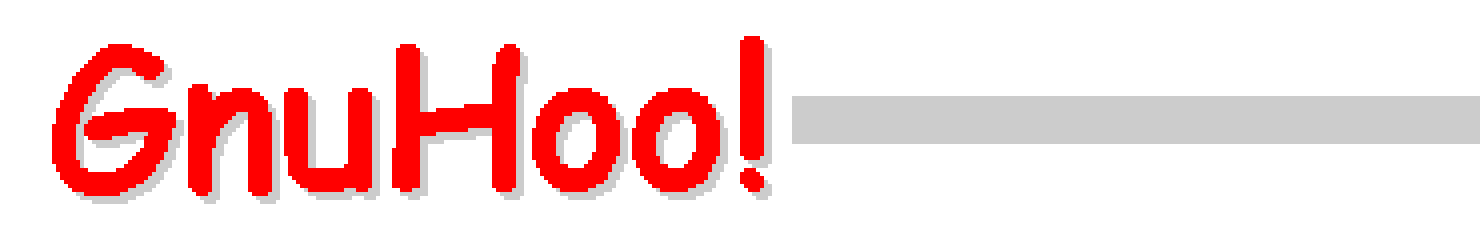
原始標誌自1998年6月
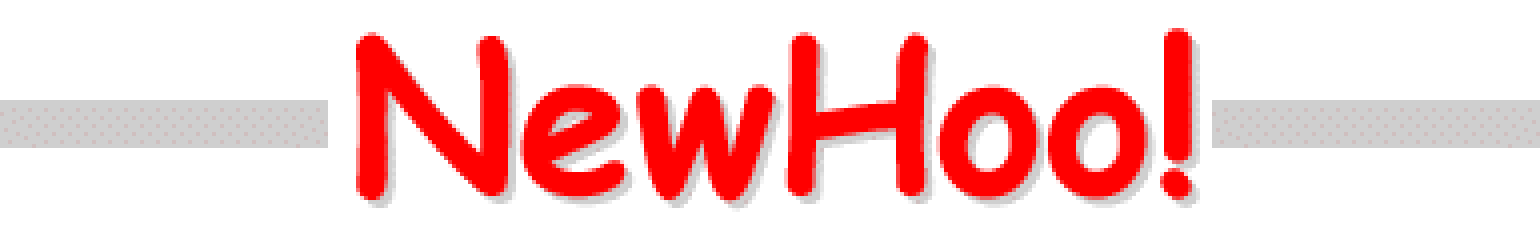
改名為NewHoo後的標誌
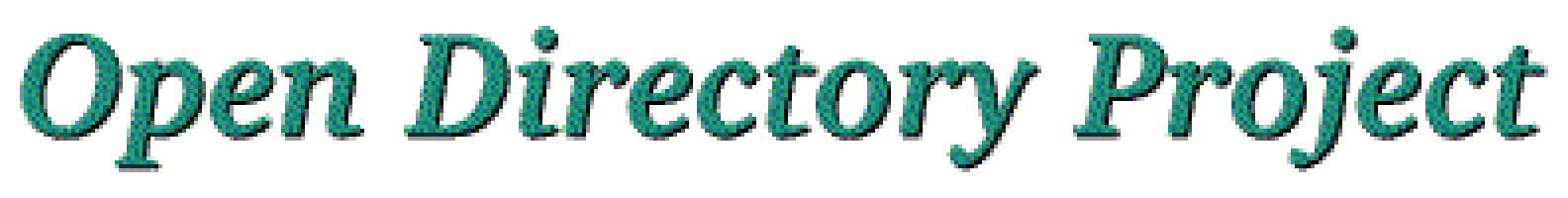
網景收購後的標誌
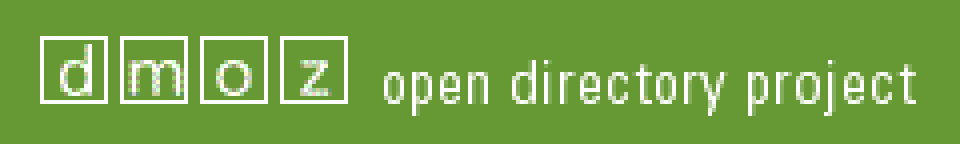
1999年到2014年改名為DMOZ後的標誌
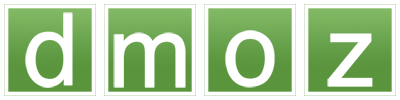
2014年3月的標誌
2016年6月至2017年的標誌

## 外部連結
- 官方网站
- 部落格
- ODP.org （页面存档备份，存于）
- 中的“开放式目录”